# 遺伝率
遺伝率（いでんりつ、英: heritability）は、ある表現型の遺伝的要因の重要性を測る尺度である。遺伝力とも呼ばれる。全表現型分散に対して遺伝分散が占める割合で定義される。量的遺伝学において平均への回帰の程度を示す量であり、小さいほど回帰が大きい。また近親個体間の相関を示す量である。育種学、行動遺伝学でもよく用いられる。

## 概要
遺伝率は、身長や体重などの、多くの遺伝子が関与する量的形質において、集団内での差異を遺伝要因と環境要因に分割したときに、遺伝で説明できる割合を指す。集団内での差異は数学的には分散で表される。
実用的には、遺伝率は平均への回帰の程度を表す。例えば、ある動物の体重の遺伝率が60%として、この動物の中から、集団平均よりも平均して10kg重い個体を選抜して掛け合わせると、子の平均体重は集団平均よりも6kg重くなる（ここでオスとメスの体重の分散は同じとしている。異なる場合は補正する必要がある）。遺伝率はあくまで集団としての統計値として意味があり、特定の個体に対して遺伝の影響度を示すものではない。例えば体重が小さい個体がいたとして、その原因の60%が遺伝だとはいえない。遺伝的には大きくなりやすい個体なのに、たまたま栄養状態が悪い環境で育ったため体重が小さくなったのかもしれない。
遺伝率は遺伝と環境の相対的な影響力を示しており、同種の生物でも、測定対象とする集団によって値が変化する。環境の変化が大きい集団と小さい集団、遺伝的に差異が大きい集団と小さい集団では、遺伝率は異なる。
よく誤解されるが、遺伝率は「親から子へ遺伝する確率」ではない。例えば、欧米人の双子を用いた研究では、身長の個人差の8割程度は遺伝的要因によって生じていると報告されているが、このことは「背の高い親から80%の確率で背の高い子どもが生まれ、20%の確率で子どもの背は低い」ということを意味してはいない。また遺伝率が高くても、親の特性がそのまま子に伝わる訳ではない。ペアをなしている染色体のうち、どちらか一方のみがランダムで子に伝わるので、仮に遺伝率が100%だとしても子の表現型値はかなりばらつく。また遺伝率が100%だとしても環境が変われば表現型値は変化する。例えばある植物を完全に同一の環境で育てることができれば、背丈の差は遺伝のみによって決まり遺伝率100%となるが、それとは異なる栄養状態の土壌で育てれば背丈は変わってくる。ヒトの身長の遺伝率はかなり高いが、20世紀にいくつもの国で平均身長が急激に伸びている。これは栄養状態が改善したことによる。
「健康か、病気か」のような二分法で考えられる特性に対しても、背後に連続的な変数を仮定し、それがある閾値を超えたときに罹患するというモデルを用いることで、遺伝率が算出されている。例えば統合失調症、自閉症、薬物依存症、利き手などの遺伝率が求められている。閾値形質の遺伝率は直感的な理解が難しいので注意が必要である。例えば統合失調症の遺伝率はおよそ80%であるが、片親が統合失調症のときに子供が罹患する確率は約10%である。

## 定義
ポリジーン遺伝による表現型値 P は、遺伝の効果 G と環境の効果 E の和 P = G + E でモデル化できる。
表現型値のばらつきは分散 V によって表現できる。遺伝と環境の相関を無視できるときは {\displaystyle V_{P}=V_{G}+V_{E}} になる。
全表現型分散 {\displaystyle V_{P}} と全遺伝分散 {\displaystyle V_{G}} の比を広義の遺伝率という。
{\displaystyle H^{2}={\frac {V_{G}}{V_{P}}}}
全表現型分散{\displaystyle V_{P}}と相加的遺伝分散{\displaystyle V_{A}}の比を狭義の遺伝率という。
{\displaystyle h^{2}={\frac {V_{A}}{V_{P}}}}
相加的遺伝分散は、遺伝分散のうち相加的な遺伝で説明できる分散である。
狭義の遺伝率は量的な形質における近親個体間の相関を示すので、量的遺伝学では単に遺伝率といえば狭義の遺伝率を指す。
遺伝率は、特定の集団が特定の環境に置かれたときに観測される値であり、集団や環境が異なれば値は変化する。
例えば同種の植物でも、自然環境で育った集団よりも、日当たりや土壌栄養分が均一になるように管理育成された集団の方が、環境分散が小さくなるため遺伝率は大きい。また、同じ環境に置かれていても、遺伝的に均質な集団は、そうでない集団よりも遺伝分散が小さいため遺伝率は小さい。

### 表現型分散の詳細
一般に全表現型分散{\displaystyle V_{P}}は、全遺伝分散{\displaystyle V_{G}}、環境分散{\displaystyle V_{E}}、遺伝と環境の相互作用による分散{\displaystyle V_{GE}}、遺伝と環境の共分散{\displaystyle C_{GE}}の和になる。
{\displaystyle V_{P}=V_{G}+V_{E}+V_{GE}+2C_{GE}}
遺伝と環境の相互作用による分散{\displaystyle V_{GE}}は、遺伝と環境の影響が非相加的な場合に生じる。例えばある環境で、ある遺伝子型の効果が大きくなる場合である。
遺伝と環境の共分散{\displaystyle C_{GE}}は、優れた遺伝子型に良い環境が与えられる場合に生じる。例えば、乳量の多い乳牛により多くの飼料を与える場合である。遺伝と環境の共分散は、よく管理された育種実験では多くの場合無視できる。
さらに全遺伝分散{\displaystyle V_{G}}は、相加的遺伝分散{\displaystyle V_{A}}、優性（ドミナンス）分散{\displaystyle V_{D}}、相互作用（エピスタシス）分散{\displaystyle V_{I}}の和に分解できる。後者2つは非相加的な遺伝の分散である。
{\displaystyle V_{G}=V_{A}+V_{D}+V_{I}}
環境分散は、共通環境の分散{\displaystyle V_{EC}} と非共通環境の分散{\displaystyle V_{EW}}に分割できる。
{\displaystyle V_{E}=V_{EC}+V_{EW}}
共通環境の分散は家族間の分散に寄与し、家族内の分散には寄与しない。非共通環境の分散は血縁に関係なく生じる分散である。

## 遺伝率の推定

### 人為選択と回帰による推定

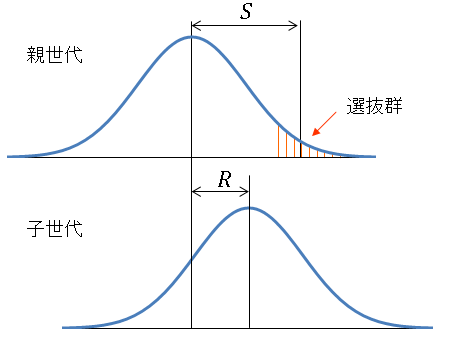
人為的な選抜実験において、全集団と選抜された集団の平均値の差Sと、選抜群の子世代と元の集団の平均値の差Rには、R＝h^{2}Sの関係がある。ただし親については中間親（両親の平均）の値を用いる。

人為選択によって、ある集団の一部を選別して交配することを考える。ある表現型について、中間親（両親の平均）の分布のうち、偏った個体を選別して交配する。中間親の平均値と、選択された中間親の平均値の偏差をSとし、同じくその子集団の平均値と元の集団の平均値の偏差をRする。
このとき選択に対する応答は{\displaystyle R=h^{2}S}となる（育種家の方程式）。
この式から、RとSを測定すれば遺伝率を測定できる。この方法で測定された遺伝率は実現遺伝率と呼ばれる。
この式を求めるときに環境が関わる共分散を無視できるという仮定をしており、無視できないときは実際よりも遺伝率を大きく推定することになる。

### 血縁個体間の相関による推定

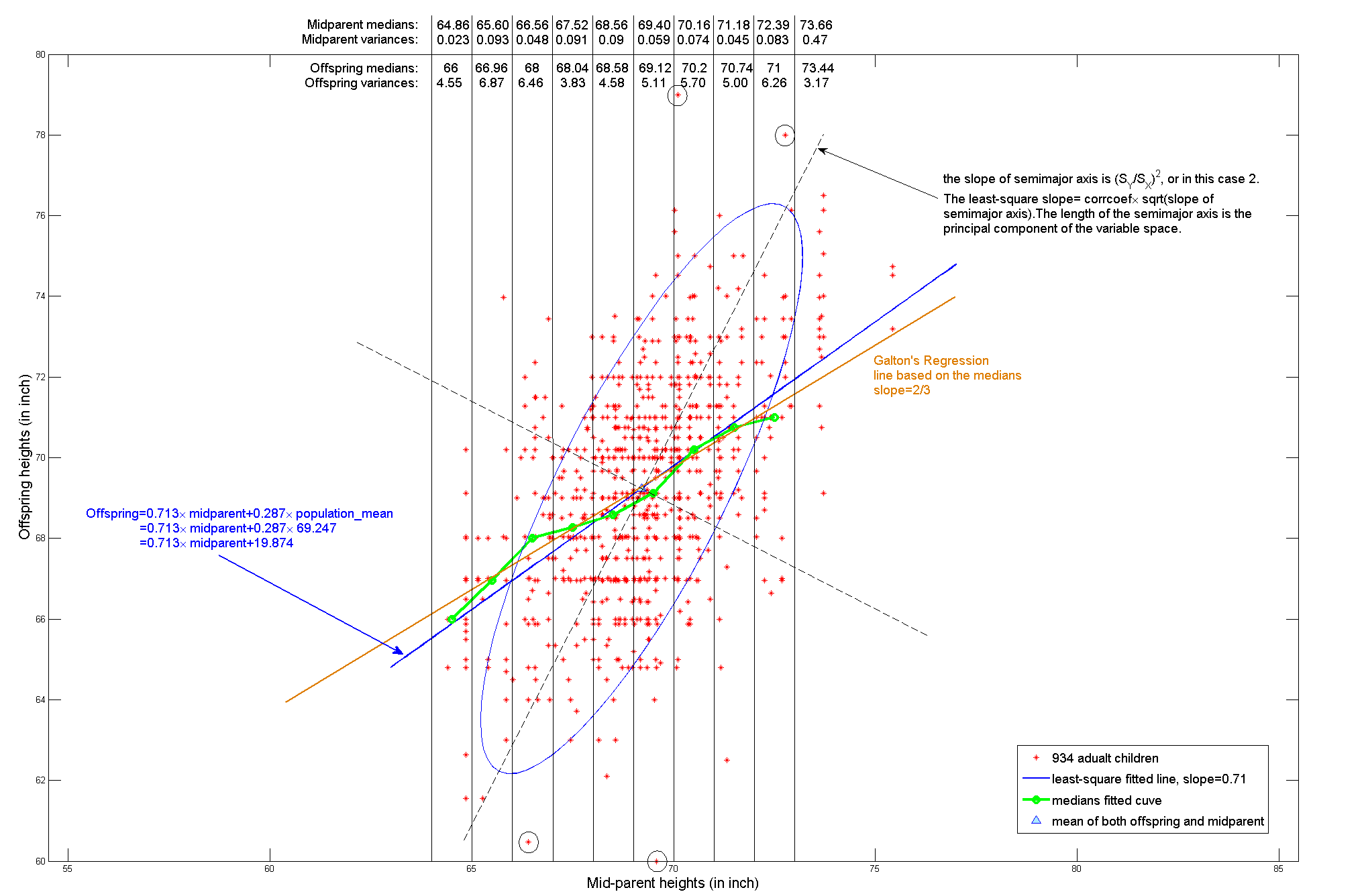
フランシス・ゴルトンが示した親と子の身長の関係。横軸が中間親、縦軸が子。（1889年のデータ）

ある表現型に対して血縁個体間の回帰係数と相関係数はどちらも{\displaystyle rh^{2}}となり、そのどちらかの係数を求めれば遺伝率を推定することができる。ここでrは血縁係数で、中間親と子では1、片親と子では1/2、全きょうだい（両親が共通）では1/2、半きょうだい（片親のみ共通）では1/4である。ただし中間親と子の相関係数は{\displaystyle h^{2}/{\sqrt {2}}}になる。
ここで環境が関わる共分散を無視している。
親と子
親と子では、横軸に親、縦軸に子の表現型値をとったときの傾き（回帰係数）から遺伝率を求められる。中間親の場合は傾きがそのまま遺伝率になる。親と子の共通環境による分散が無視できない場合、遺伝率を大きく推定することになる。
きょうだい
全きょうだいでは相関に優性の効果がでるため、遺伝率を過大に推定してしまう。母親による環境相関を除くため、同じ父親と別の母親をもつ半きょうだいの相関がよく用いられる。相関係数は分散計算により求められる。
双子とヒト
ヒトでは人為的な交配実験ができず環境の影響を排除しにくいため、環境分散の影響を算出できる双生児法がよく用いられる。分散を遺伝、共通環境、非共通環境に分割することで、遺伝率をより正確に推定できる。
ここでは相関係数に対する環境分散の効果を無視しない。
ある表現型に対して、一卵性双生児の相関係数は、全表現型分散に対する共通環境の分散を{\displaystyle c^{2}}として
{\displaystyle r_{MZ}=h^{2}+c^{2}}
二卵性双生児の相関係数は
{\displaystyle r_{DZ}={\frac {1}{2}}h^{2}+c^{2}}
これより遺伝率は下記のように求まる。
{\displaystyle h^{2}=2(r_{MZ}-r_{DZ})}
ここで非相加的遺伝と、遺伝と環境の相関は無視できると仮定している。一卵性、二卵性ともに全きょうだいなので、より正確には非相加的遺伝の影響を無視できず、モデルを修正する必要がある。相加的遺伝、非相加的遺伝、共通環境、非共通環境を考慮するには、一卵性双生児と二卵性双生児の相関だけでは情報が足りないので、非相加的遺伝か共通環境のどちらかを無視することが多い。
ヒトに対しては性格や知能など様々な遺伝率が求められている。性格の遺伝率は性格検査の数値を用いて算出され、知能の遺伝率は知能検査の結果を用いて算出される。精神疾患のように「健康か、病気か」の二分法で考えられる形質に対しても、その背後に潜在的な連続変数があると考え、その変数が閾値を超えると発病するというモデルを用いて、遺伝率が算出されている（閾値モデル）。連続変数は易罹病性（liability）と呼ばれ、正規分布が仮定される。双生児の第1子、第2子の組み合わせで、病気の有有、有無、無有、無無の実数のデータがあれば、前述のモデルから、相関係数（四分相関係数）、遺伝率を算出できる。例えば統合失調症、双極性障害、自閉症などの遺伝率が求められている。